# ASVEL Lyon-Villeurbanne
ASVEL Lyon-Villeurbanne (Association Sportive Villeurbanne Eveil Lyonnais) ist der Name eines professionellen Basketballvereins in Frankreich. Die in Lyon beheimatete Mannschaft spielt in der höchsten französischen Spielklasse LNB Pro A und wurde 1948 durch das Zusammenschließen der Vereine AS Villeurbanne und Éveil Lyonnais gegründet. Das Team trägt seine Ligaheimspiele im Astroballe aus. Seit 2023 spielt man in der EuroLeague hauptsächlich in der LDLC Arena mit über 12.500 Plätzen.

## Geschichte

### 2001–2007: Adecco ASVEL
2001 wurde die ASVEL Lyon-Villeurbanne im Rahmen eines Sponsorings in Adecco ASVEL umbenannt.

### 2007–2014
Im Jahr 2007 schuf die ASVEL ein neues Logo, nachdem Adecco sein Namenssponsoring beendet hatte. Der Club gewann nach sechs Jahren ohne Titel im Jahr 2008 den französischen Pokalwettbewerb mit 86-76 gegen Cholet Basket.
Die folgende Saison (2008/09) konnte die ASVEL auf dem ersten Platz der Hauptrunde beenden. Anschließend gewann das Team in den Playoffs zum siebzehnten Mal die nationale Meisterschaft.
Die Saison 2011/12 konnte nur auf dem zwölften Platz der regulären Saison beendet werden, sodass der Verein nicht für die Playoffs qualifiziert war.
In der Saison 2012/13 konnte sich die ASVEL mit dem dritten Platz der Hauptrunde wieder für die Playoffs qualifizieren. Das Viertelfinale gegen Le Mans Sarthe Basket konnte gewonnen werden, jedoch schied man im Halbfinale nach zwei Niederlagen gegen Strasbourg IG aus.
In der Saison 2013/14 wurde Platz sieben der regulären Saison erreicht. Im Viertelfinale schied man nach zwei Niederlagen gegen Limoges CSP aus.

### 2014–2018
NBA-Spieler Tony Parker, Minderheitsaktionär seit 2009, gab am 21. März 2014 bekannt, die Aktienmehrheit der ASVEL anzustreben sowie die Präsidentschaft des Clubs ab der nächsten Saison übernehmen zu wollen. Zu seinen Ziele gehöre es, den Club zu einem der bekanntesten in Europa zu machen sowie der Bau einen neuen, größeren Halle. Seit dem 30. Juni 2014 ist Tony Parker offiziell Präsident der ASVEL.
Die Baupläne für die neue Heimspielstätte mit 10.500 Zuschauerplätzen wurden im Juli 2016 veröffentlicht.
Die Saison 2015/16 konnte die ASVEL auf dem fünften Platz der Hauptrunde beenden. Anschließend gewann das Team in den Playoffs zum achtzehnten Mal die nationale Meisterschaft. Dabei konnte in der Finalserie ein 0:2-Rückstand gegen Strasbourg IG noch gedreht werden.
Ende März 2017 wurde neben Parker mit Nicolas Batum ein weiterer NBA-Spieler Anteilseigner an der ASVEL-Betreibergesellschaft Infinity Nine Sports. Batum übernahm die sportliche Gesamtleitung ASVELs sowie der Tony Parker Akademie und der Damenmannschaft Lyon Basket Féminin, die ebenfalls zum Unternehmen zählen. Parker blieb Präsident und Mehrheitseigner der Gruppe.

### Seit 2018: LDLC ASVEL
Im September 2018 wurde der Mannschaftsname an das Unternehmen LDLC veräußert, sodass man fortan als LDLC ASVEL am Spielbetrieb teilnahm. Darüber hinaus wurden die Mannschaftsfarben vom traditionellen Grün in Weiß-Schwarz geändert. Nach Angaben von Klubeigner Tony Parker wurde die Zusammenarbeit für einen Zeitraum von zehn Jahren mittels „des größten Vertrags in der Geschichte des französischen Basketballsports“ vereinbart. Im Juni 2019 gab ASVEL bekannt, unter anderem im Bestreben um die Errichtung einer neuen Spielhalle, aber auch in der Vermarktung mit dem Fußballklub Olympique Lyonnais zusammenzuarbeiten. Im Zuge dieser Partnerschaft wurde Olympique Lyonnais Anteilseigner an der Betreibergesellschaft der Basketballmannschaft.
In der Saison 2018/19 gewann Lyon-Villeurbanne erneut die französische Meisterschaft. Zudem gewann die Mannschaft auch den französischen Pokalwettbewerb. Im Mai 2020 trennte sich der Verein von Trainer Zvezdan Mitrović, der seit 2018 für ASVEL gearbeitet hatte. Parker warf dem Montenegriner vor, Grenzen überschritten zu haben, Mitrović wehrte sich öffentlich gegen den Vorwurf und seine Entlassung; er forderte die EuroLeague auf, in der Sache zu schlichten.

## Aktueller Kader
| Nr. | Nat.               | Name               | Position | Geburt     | Größe  | Info |
| --- | ------------------ | ------------------ | -------- | ---------- | ------ | ---- |
| 11  | Frankreich         | Edwin Jackson      | Forward  | 18.09.1989 | 190 cm |      |
| 12  | Frankreich         | Nando de Colo      | Guard    | 23.06.1987 | 196 cm |      |
| 23  | Vereinigte Staaten | David Lighty       | Forward  | 27.05.1988 | 198 cm |      |
| 24  | Senegal            | Mbaye Ndiaye       | Center   | 04.01.1999 | 204 cm |      |
|     | Vereinigte Staaten | Zac Seljaas        | Forward  | 11.07.1997 | 200 cm |      |
|     | Frankreich         | Armel Traoré       | Forward  | 23.01.2003 | 203 cm |      |
|     | Frankreich         | Bodian Massa       | Center   | 21.10.1997 | 210 cm |      |
|     | Frankreich         | Bastien Vautier    | Center   | 15.11.1998 | 210 cm |      |
|     | Vereinigte Staaten | Glynn Watson Jr.   | Guard    | 09.03.1997 | 183 cm |      |
|     | Vereinigte Staaten | Shaquille Harrison | Forward  | 06.10.1993 | 193 cm |      |
|     | Frankreich         | Thomas Heurtel     | Guard    | 10.04.1989 | 189 cm |      |

| Nat.       | Name           | Position   |
| ---------- | -------------- | ---------- |
| Frankreich | Pierric Poupet | Head Coach |

| Abk. | Bedeutung                       |
| ---- | ------------------------------- |
| Nr.  | Trikotnummer                    |
| Nat. | Nationalität                    |
| C    | Mannschaftskapitän              |
| S    | Suspension                      |
|      | Verletzungsbedingte Inaktivität |

## Erfolge
National
- Französischer Meister (20): 1949, 1950, 1952, 1955, 1956, 1957, 1964, 1966, 1968, 1969, 1971, 1972, 1975, 1977, 1981, 2002, 2009, 2016, 2019, 2021, 2022
- Finalist (Vizemeister): 1954, 1958, 1965, 1967, 1976, 1978, 1985, 1986, 1996, 1997, 1999, 2000, 2001, 2003
- Französischer Pokalsieger (10): 1953, 1957, 1965, 1967, 1996, 1997, 2001, 2008, 2019, 2021
- Sieger der Semaine des As: 2010

International
- Finalist des Saporta-Cups: 1983
- Final Four der EuroLeague: 1997